# Elencos da Wiggle High5
A equipa ciclista profissional britânico Wiggle High5 tem tido durante toda a sua história sendo de categoria UCI Women's Team, máxima categoria feminina do ciclismo de estrada a nível mundial, os seguintes elencos:

## 2017
| Integrantes da equipe 2017 | Integrantes da equipe 2017 | Integrantes da equipe 2017           | Integrantes da equipe 2017 |
| Ciclista                   | Data de nascimento         | Equipe anterior                      |                            |
| -------------------------- | -------------------------- | ------------------------------------ | -------------------------- |
| Giorgia Bronzini           | 3 agosto 1983              | Diadora-Pasta Zara (2012)            |                            |
| Amy Cure                   | 31 dezembro 1992           | Lotto Soudal Ladies (2015)           |                            |
| Audrey Cordon-Ragot        | 22 setembro 1989           | Hitec Products (2014)                |                            |
| Jolien D'Hoore             | 14 março 1990              | Lotto Belisol Ladies (2014)          |                            |
| Annette Edmondson          | 12 dezembro 1991           | Orica-AIS (2014)                     |                            |
| Emilia Fahlin              | 24 outubro 1988            | Alé Cipollini (2016)                 |                            |
| Grace Garner               | 19 junho 1997              | Podium Ambition-Club La Santa (2016) |                            |
| Lucy van der Haar          | 20 setembro 1994           | Liv-Plantur (2015)                   |                            |
| Mayuko Hagiwara            | 16 outubro 1986            |                                      |                            |
| Emma Johansson             | 23 setembro 1983           | Orica-AIS (2015)                     |                            |
| Julie Norman Leth          | 13 julho 1992              | Hitec Products (2016)                |                            |
| Claudia Lichtenberg        | 17 novembro 1985           | Lotto Soudal Ladies (2016)           |                            |
| Elisa Longo Borghini       | 10 dezembro 1991           | Hitec Products (2014)                |                            |
| Amy Roberts                | 24 dezembro 1994           |                                      |                            |
| Anna Sanchis               | 18 outubro 1987            | Bizkaia-Durango (2013)               |                            |
|                            |                            |                                      |                            |
| Fonte: Cycling Archives    |                            |                                      |                            |

## 2018
| Integrantes da equipe 2018   | Integrantes da equipe 2018 | Integrantes da equipe 2018                | Integrantes da equipe 2018 |
| Ciclista                     | Data de nascimento         | Equipe anterior                           |                            |
| ---------------------------- | -------------------------- | ----------------------------------------- | -------------------------- |
| Katie Archibald              | 12 março 1994              | Team WNT (2017)                           |                            |
| Rachele Barbieri             | 21 fevereiro 1997          | Cylance (2017)                            |                            |
| Elinor Barker                | 7 setembro 1994            | Breeze (2017)                             |                            |
| Lisa Brennauer               | 8 junho 1988               | Canyon-SRAM Racing (2017)                 |                            |
| Audrey Cordon-Ragot          | 22 setembro 1989           | Hitec Products (2014)                     |                            |
| Amy Cure                     | 31 dezembro 1992           | Lotto Soudal Ladies (2015)                |                            |
| Annette Edmondson            | 12 dezembro 1991           | Orica-AIS (2014)                          |                            |
| Emilia Fahlin                | 24 outubro 1988            | Alé Cipollini (2016)                      |                            |
| Lucy van der Haar            | 20 setembro 1994           | Liv-Plantur (2015)                        |                            |
| Grace Garner                 | 19 junho 1997              | Podium Ambition-Club La Santa (2016)      |                            |
| Julie Norman Leth            | 13 julho 1992              | Hitec Products (2016)                     |                            |
| Elisa Longo Borghini         | 10 dezembro 1991           | Hitec Products (2014)                     |                            |
| Martina Ritter               | 23 setembro 1982           | Drops (2017)                              |                            |
| Macey Stewart                | 16 janeiro 1996            | Orica-AIS (2016)                          |                            |
| Kirsten Wild                 | 15 outubro 1982            | Cylance (2017)                            |                            |
| Eri Yonamine                 | 25 abril 1991              | FDJ-Nouvelle Aquitaine-Futuroscope (2017) |                            |
| Grace Brown (1 mai.–31 dez.) | 7 julho 1992               | Holden Team Gusto racing (2018)           |                            |
|                              |                            |                                           |                            |
| Fonte: Cycling Archives      |                            |                                           |                            |